# (1501) Baade
(1501) Baade és un asteroide que forma part del cinturó d'asteroides i va ser descobert per Arno Arthur Wachmann el 20 d'octubre de 1938 des de l'observatori d'Hamburg-Bergedorf, Alemanya.
Inicialment es va designar com 1938 UJ.
Posteriorment va ser anomenat en honor de l'astrònom alemany Wilhelm Heinrich Walter Baade (1893-1960).

## Característiques orbitals
Orbita a una distància mitjana de 2,545 ua del Sol, podent allunyar-se'n fins a 3,158 ua. La seva inclinació orbital és 7,319° i l'excentricitat 0,2412. Triga a completar una òrbita al voltant del Sol 1483 dies.